# Eristalis picea
Eristalis picea là một loài ruồi trong họ Ruồi giả ong (Syrphidae). Loài này được Fallén mô tả khoa học đầu tiên năm 1817. Eristalis picea phân bố ở vùng Cổ Bắc giới (Đan Mạch)